# 长有站
長有站（：／ Jangyu yeok */?）是位于韩国庆尚南道金海市長有洞的一座鐵路車站，属于釜山新港線。

## 历史
- 2010年11月30日 - 落成使用[1]。

## 相鄰車站
韓國鐵道公社
釜山新港線
進禮－長有－釜山新港